# Henry B. Plant Museum
L'Henry B. Plant Museum, anciennement Tampa Bay Hotel, est un musée et un bâtiment classé appartenant au campus de l'Université de Tampa à Tampa en Floride aux États-Unis. Le musée est construit à la fin du XIXe siècle en tant qu'hôtel visant à accueillir les premiers visiteurs lors du début de l'industrie touristique en Floride. En tant que musée, il met en avant des objets datant de cette époque victorienne. Le bâtiment est désigné en tant que National Historic Landmark depuis le 11 mai 1976.

## Histoire

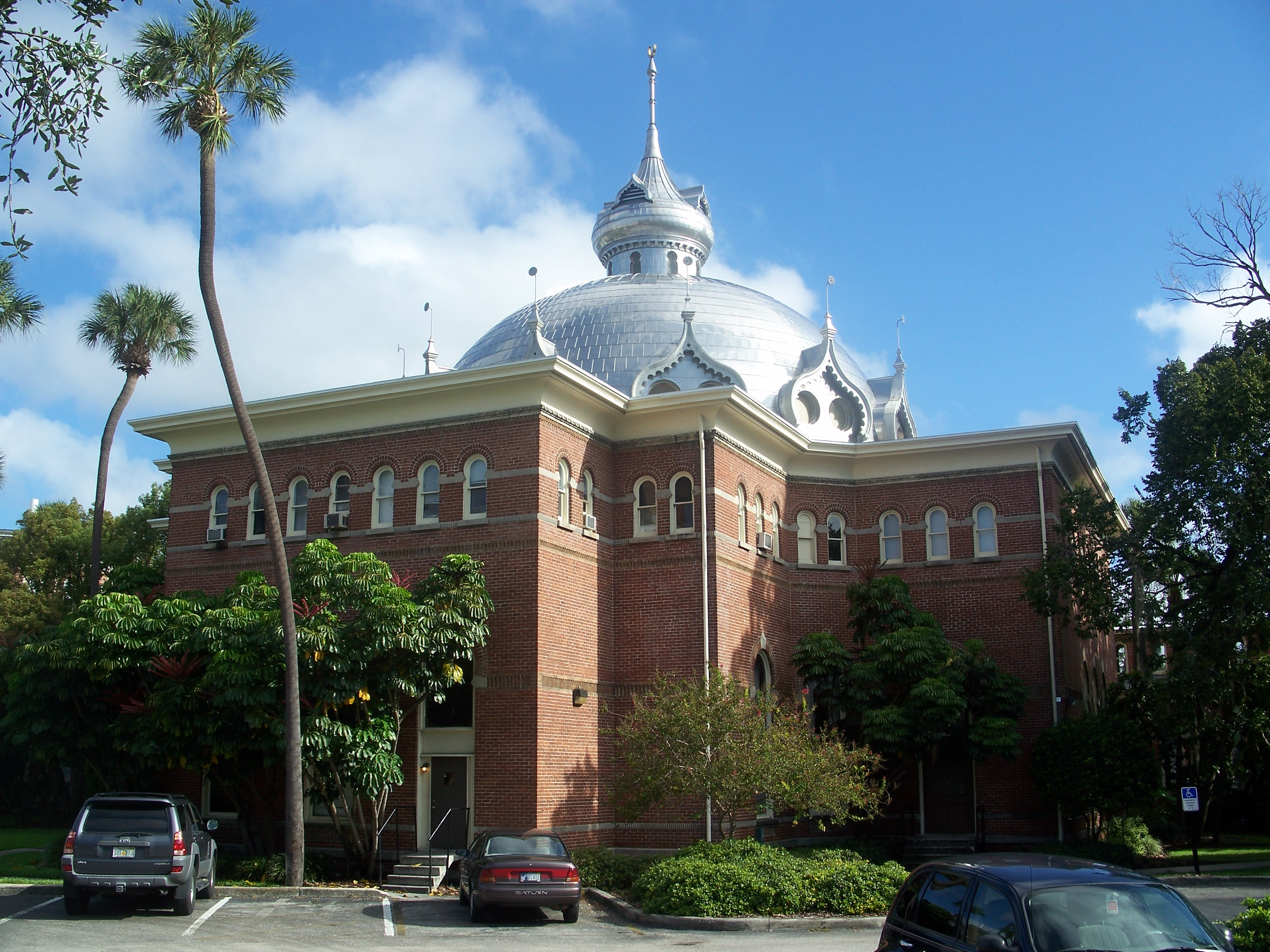
Dôme à l'intérieur du bâtiment.

L'hôtel, imaginé par l'architecte John A. Wood, est construit entre 1888 et 1891 dans un style néo-mauresque pour un coût total de 2,5 millions de dollars. Le propriétaire n'est autre que le riche homme d'affaires Henry Bradley Plant.
Ce dernier, homme d'affaires dans le domaine des chemins de fer, profita du développement de la Floride en facilitant le transport de passagers dans la région et en bâtissant des hôtels pour accueillir ces nouveaux touristes. L'hôtel est long de 200 mètres et dispose du premier ascenseur de Floride. L'ascenseur est toujours en activité au début du XXIe siècle ce qui en fait un des plus vieux toujours en activité des États-Unis. L'hôtel possédait 511 chambres dont certaines suites disposant de trois à sept pièces. L'hôtel est le premier de Floride à disposer de l'électricité et du téléphone. La plupart des chambres ont une salle de bain intégrée. Le prix d'une chambre variait entre 5 et 15 dollars la nuit. Le bâtiment fut réalisé avec du béton armé coulé et était ainsi assez résistant au feu. L'hôtel offrait différents services comme un court de golf, un bowling, un casino et une piscine intérieure chauffée. Au total, il y avait 21 bâtiments appartenant à l'hôtel. Le style architectural néo-mauresque fut choisi par Plant. Le bâtiment était garni de trois minarets, de quatre coupoles et de trois dômes

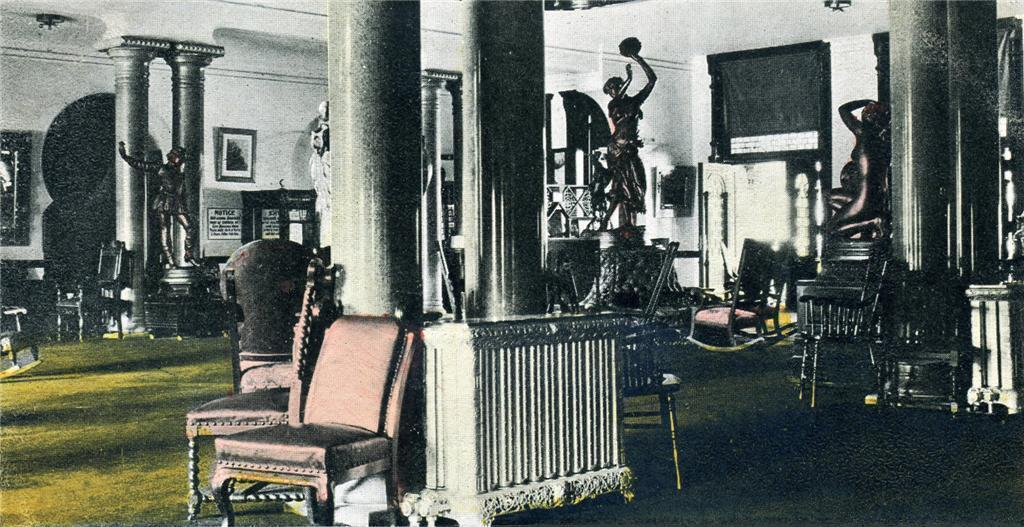
Rotonde dans l'hôtel et salon vers 1905.

L'hôtel est ouvert de 1891 à 1930 et il accueille de nombreux touristes dont plusieurs célébrités. Lors du déclenchement de la Guerre hispano-américaine, Plant parvint à convaincre les militaires d'utiliser son hôtel. Des généraux importants utilisaient ses chambres pour dormir et y concevoir des stratégies tandis que les simples soldats campaient dans les jardins. Le colonel et futur Président Theodore Roosevelt utilisa l'hôtel durant cette période tout comme les célébrités Sarah Bernhardt, Clara Barton, Stephen Crane, le Prince de Galles et la Reine d'Angleterre. Babe Ruth fut également client de l'hôtel à la fin de sa vie et il signa son premier contrat de baseball dans la grande salle à manger de l'hôtel. Une rumeur locale dit que ce serait sur le terrain du stade de l'hôtel que ce dernier aurait frappé son plus long home run.

### Parcs et jardins

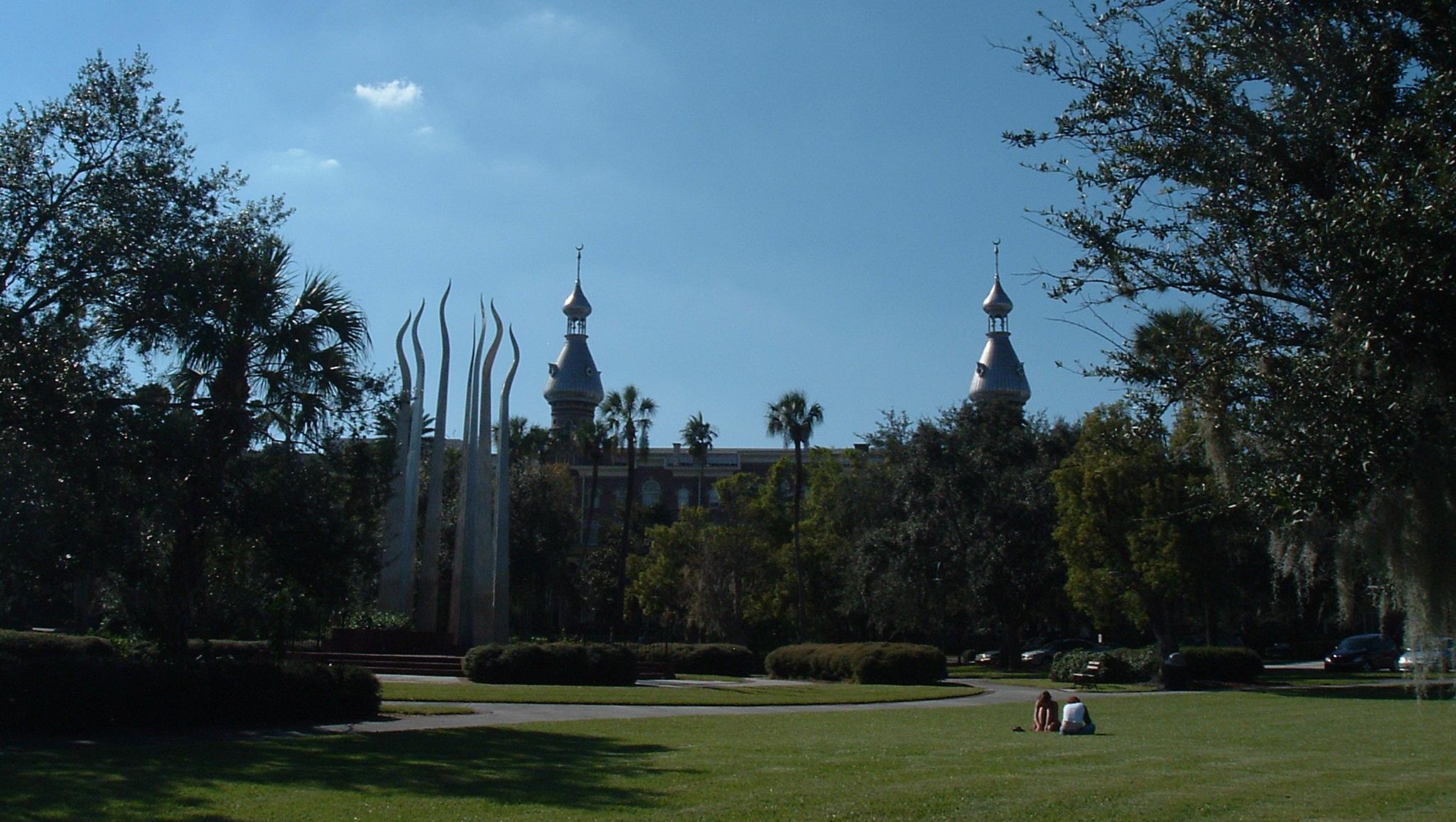
Vue du parc.

L'hôtel disposait de nombreuses attractions réparties dans le parc environnant. Celles-ci sont toujours visibles sur le campus universitaire de l'Université de Tampa. L'entrée du parc était décorée d'une fontaine Henry Bradley Plant Memorial Fountain, celle-ci fut commandée en 1899 par la femme de Plant en hommage à son mari qui venait de décéder. La fontaine reflète l'activité de Plant dans le domaine du transport ferroviaire et maritime. Le parc abrite également deux canons provenant du Fort Brooke. Ces canons servirent pour l'armée des Confédérés lors de la Guerre de Sécession. Le 6 mai 1864 les forces de l'Union attaquèrent le fort et sabotèrent les canons avant de repartir. Les canons sont placés sur des blocs en coquina, un matériau de construction local.
Le parc accueillait également un petit zoo le long du petit ruisseau de Biology Creek. Le zoo disposait d'un ours et d'un alligator et d'autres petits animaux comme des écureuils et des lézards. Une statue, portant le nom de Au Coup de Fusil, est visible près du bâtiment principal. Il s'agit de deux chiens en fonte de fer réalisé en France en 1890 par Maurice Denonvilliers à la fonderie Denonvilliers à Sermaize-sur-Saulx (sculptrice : Eglantine Lemaître (1842-1920)  (fille de Robert-Houdin)

### Fermeture de l'hôtel
L'hôtel ferme ses portes en 1930 et reste à l'abandon durant trois ans. En 1933, le Tampa Bay Junior College est autorisé à entrer dans l'hôtel pour utiliser les suites comme salles de classe et comme bureaux. Grâce à la place disponible, le petit collège put se développer en Université de Tampa. Le Tampa Municipal Museum fut fondé par la cité de Tampa pour préserver les derniers espaces du bâtiment. En 1941, la cité signe un contrat de 99 ans avec l'Université de Tampa pour la somme symbolique de 1 dollar par an pour la location du bâtiment mis à part l'aile du musée. Ce musée sera renommé en 1974 en tant que Henry B. Plant Museum.

### Galerie

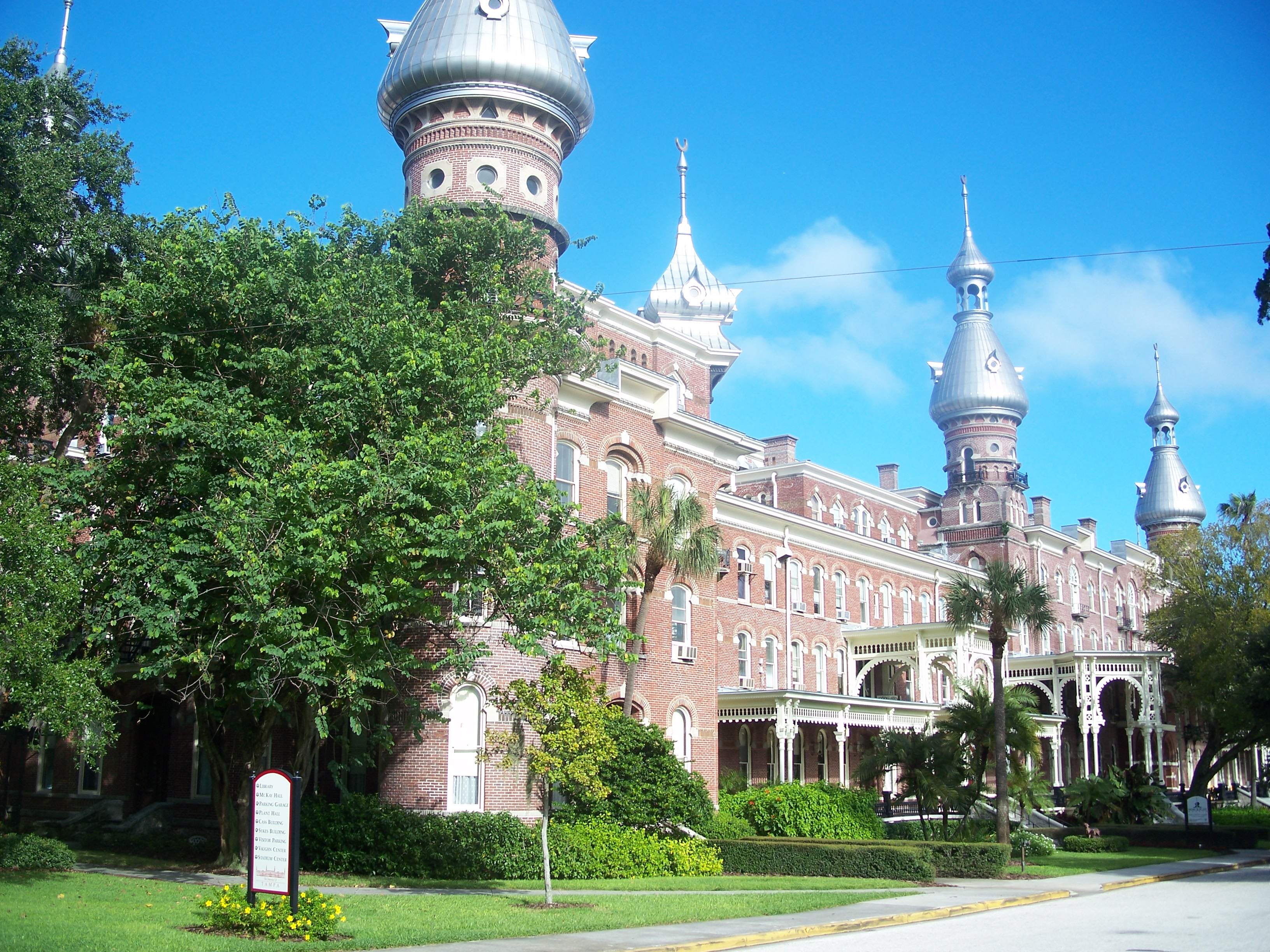
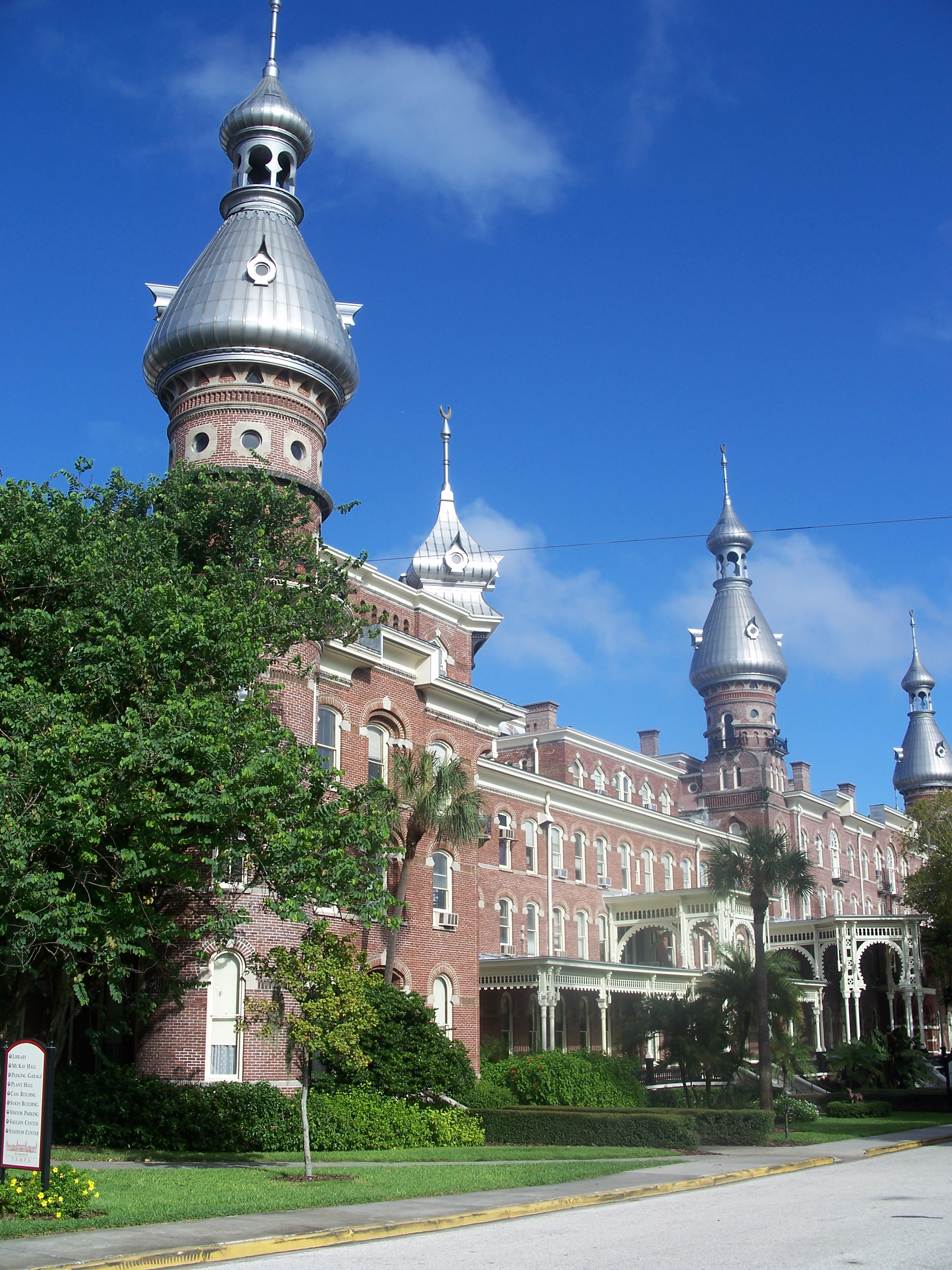
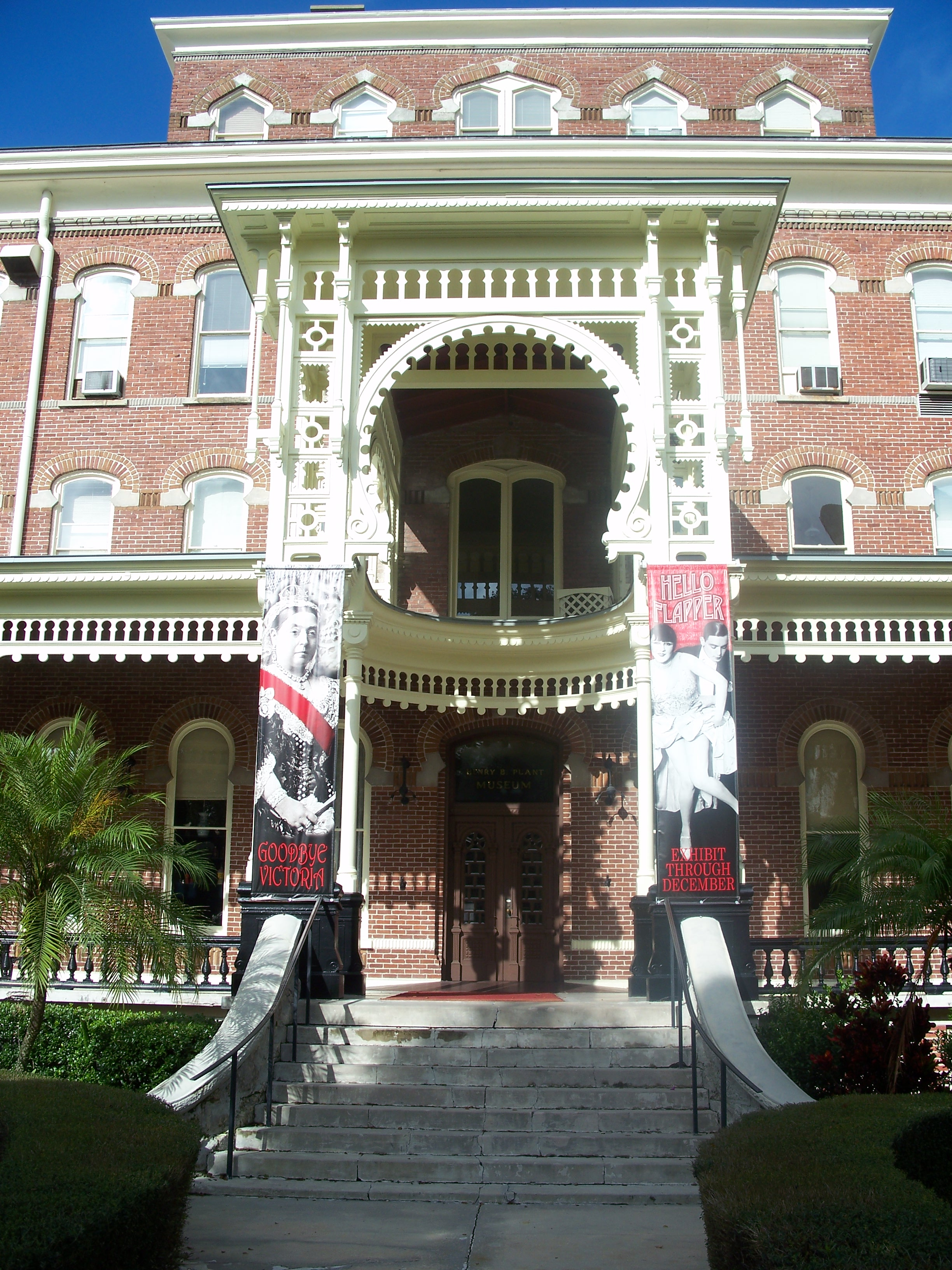